# Rierguscha viridipennis
Rierguscha viridipennis là một loài bọ cánh cứng trong họ Cerambycidae.